# POV-Ray

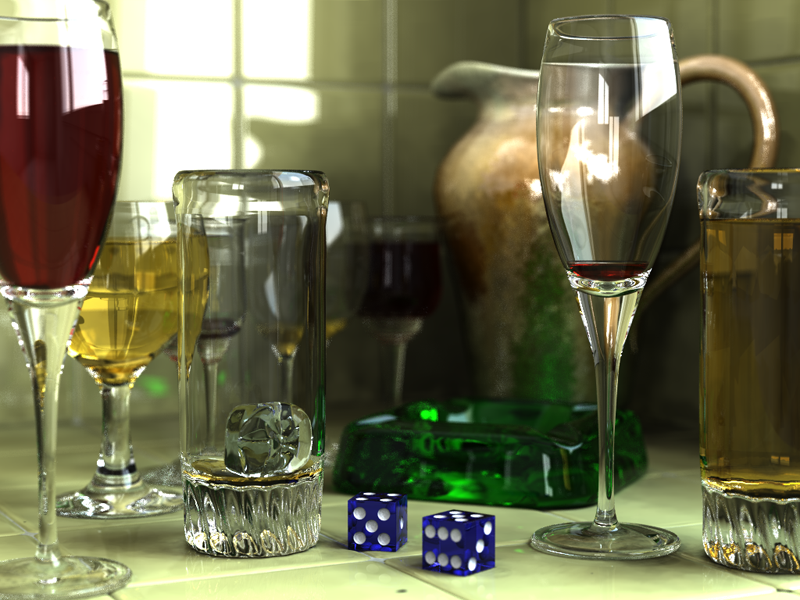
Fotorealistická scéna renderovaná v POV-Ray pomocí radiozity

POV-Ray, plným názvem Persistence of Vision Ray-Tracer je software pro vytváření obrázků 3D počítačové grafiky pomocí metody sledování paprsku (raytracing). K popisu scény se používá specializovaný programovací jazyk označený SDL (scene description language). Jelikož tento způsob práce není příliš efektivní, používají se různě nástavby. Nejznámějším programem, který vytváří scény pro POV-Ray je německý Moray, ale existují i plug-iny pro jiné programy, jako například PovAnim pro Blender.
POV-Ray mimo jiné podporuje:
- CSG – Constructive solid geometry
- radiozitu (nepřímé šíření světla)
- Photons (výrazné světelné svazky vrhané průhlednými objekty)
- Image Maps (potažení objektu bitmapovou grafikou)
- Normal Maps (specifické vystínování objektu k dosažení vzhledu deformovaného povrchu podle bitmapové grafiky)

POV-Ray se šíří pod freewarovou licencí.